# Federalna Służba ds. Nadzoru w Sferze Łączności, Technologii Informacyjnych i Komunikacji Masowej

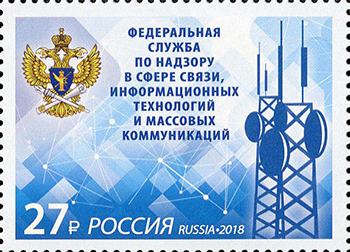
Rosyjski znaczek pocztowy z 2018 o Roskomnadzorze

Federalna Służba ds. Nadzoru w Sferze Łączności, Technologii Informacyjnych i Komunikacji Masowej (Roskomnadzor) (ros. Федеральная служба по надзору в сфере связи, информационных технологий и массовых коммуникаций, Роскомнадзор) – rosyjski federalny organ wykonawczy odpowiedzialny za monitorowanie, kontrolowanie i cenzurowanie rosyjskich środków masowego przekazu. Do jego obszarów odpowiedzialności należą media elektroniczne, środki masowego przekazu, informatyka i telekomunikacja, nadzór nad przestrzeganiem prawa, ochrona poufności przetwarzanych danych osobowych oraz organizacja pracy służby radiowej. Roskomnadzor zajmuje się licencjonowaniem i wydawaniem zezwoleń, kontrolą i nadzorem w telekomunikacji, informatyce i komunikacji masowej.

## Geneza i utworzenie Roskomnadzoru
Do marca 2007 kontrola i nadzór w telekomunikacji oraz w komunikacji masowej na terenie Federacji Rosyjskiej były podzielone między różne federalne organy wykonawcze. Dotyczyło to także działalności licencyjnej i wydawania zezwoleń.

### Organa kontroli i nadzoru w łączności elektronicznej
15 listopada 1993 zarządzeniem nr 1156 Rady Ministrów Federacji Rosyjskiej powołano do życia Służbę Państwowego Nadzoru Łączności (ros. Служба государственного надзора за связью; Главгоссвязьнадзор России, Gławgosswiaźnadzor Rossii), która zaczęła funkcjonować przy Ministerstwie Łączności Federacji Rosyjskiej. Do zadań Gławgosswiaźnadzoru należała kontrola i monitorowanie stanu technicznego sieci oraz środków łączności elektronicznej i poczty elektronicznej, a także przydział częstotliwości telekomunikacyjnych. W skład Gławgosswiaźnadzoru wchodził Centralny Departament Państwowego Nadzoru Łączności oraz wydziały i urzędy regionalne. W 1995, na mocy federalnej ustawy o komunikacji, organ został upoważniony do organizowania i prowadzenia państwowej kontroli i nadzoru.
Podległość Gławgosswiaźnadzoru Rosji ewoluowała. Od 1997 do 1999 podlegał Rosyjskiemu Komitetowi Komunikacji i Technologii Informacyjnej, w 1999 Rosyjskiemu Komitetowi Telekomunikacji, a od 1999 do 2001 rosyjskiemu Ministerstwu Komunikacji i Technologii Informacyjnej.
W 2001 weszło w życie Rozporządzenie Rządu FR nr 380 „O reorganizacji Państwowego Systemu Nadzoru Łączności i Informatyki w Federacji Rosyjskiej”, które powołało do życia Departament Nadzoru Komunikacji i Technologii Informacyjnych w Federacji Rosyjskiej (jako organ administracyjny podlegający rosyjskiemu Ministerstwu Łączności) oraz 77 departamentów regionalnych, które działały jako organy regulacyjne i funkcjonowały pod wspólną nazwą Gosswiaźnadzor (ros. Госсвязьнадзор). Obie instytucje sprawowały kontrolę i nadzór w telekomunikacji i technologii informacyjnej w zakresie zapewnienia zgodności rosyjskiego rynku telekomunikacyjnego z warunkami licencyjnymi. 
W marcu 2001 Departament Państwowego Nadzoru Komunikacji na Terytorium Chabarowskim został przemianowany na odrębną instytucję: „Departament Państwowego Nadzoru Komunikacji i Informatyzacji w Federacji Rosyjskiej na Terytorium Chabarowskim” (ros. Управление государственного надзора за связью и информатизацией в Российской Федерации по Хабаровскому краю (ГУ УГНСИ по Хабаровскому краю)).
9 marca 2004 Prezydent Federacji Rosyjskiej ogłosił dekret nr 314 w sprawie systemu i struktury federalnych władz wykonawczych. Dekret powołał do życia Federalną Służbę Nadzoru Komunikacji (ros. Федеральная служба надзора в сфере связи (Rosswiaźnadzor), która została pierwszym organem wykonawczym FR wyspecjalizowanym w zakresie nadzoru państwowego w komunikacji. Rozporządzeniem rządu FR nr 223 z dnia 26 kwietnia 2004 „O reorganizacji Państwowego Systemu Nadzoru Łączności i Informatyki” powołano do życia regionalne biura Rosswiaźnadzoru.
Funkcje organu określiło Rozporządzenie nr 318 z 30 czerwca 2004 rządu FR. Zgodnie z rozporządzeniem do zadań Rosswiaźnadzoru należała organizacja i pełnienie państwowego nadzoru w dziedzinie łączności i technologii informacyjnej, a także licencjonowanie usług komunikacyjnych, wyznaczanie cen usług przesyłu oferowanych przez głównych operatorów telekomunikacyjnych, oraz zapewnienie operatorom niedyskryminacyjnego dostępu do rynku usług komunikacyjnych.

### Nadzór nad środkami masowego przekazu i komunikacją masową
Pierwotnie nadzór nad środkami masowego przekazu i komunikacją masową w Związku Radzieckim pełniła Generalna Dyrekcja Ochrony Tajemnic Państwowych w Prasie. 25 lutego 1991 Rada Ministrów Rosyjskiej Federacyjnej Socjalistycznej Republiki Radzieckiej wydała rozporządzenie nr 566, które przekształcało ten organ w Państwowy Inspektorat Ochrony Wolności Prasy i Środków Przekazu przy Ministerstwie Prasy i Informacji Federacji Rosyjskiej (obecnie Federalna Agencja ds. Prasy i Komunikacji Masowej). W 1994 utworzone zostały wydziały regionalne.
Do zadań wydziałów należał nadzór nad środkami masowego przekazu, ich rejestracja, wydawanie zezwoleń na działalność poligraficzną, nadzór nad wolnością prasy i środków masowego przekazu oraz nadzór nad przestrzeganiem prawa przez środki masowego przekazu.
Dalsza reorganizacja nastąpiła jesienią 1999, gdy powołano rosyjskie Ministerstwo do Spraw Prasy, Telewizji, Radiofonii i Komunikacji Masowej (rosyjskie MPTR). Ministerstwo wchłonęło wydziały regionalne, które w sierpniu 2000 zostały przekształcone w okręgowe i międzyregionalne dyrekcje rosyjskiego Ministerstwa Spraw Prasy, Telewizji i Radiofonii oraz Komunikacji Masowej.

### Połączenie organów nadzoru w łączności elektronicznej oraz komunikacji masowej
Na podstawie dekretu nr 320 z dnia 12 marca 2007 Prezydenta Federacji Rosyjskiej, połączono Federalną Służbę Nadzoru Komunikacji z Federalną Służbą Nadzoru Przestrzegania Przepisów Prawa w Komunikacji Masowej i Ochrony Dziedzictwa Kulturowego. Utworzona w wyniku połączenia Federalna Służba Nadzoru Komunikacji Masowej, Komunikacji i Ochrony Dziedzictwa Kulturowego (Rosswiazochrankultura) podlegała bezpośrednio rządowi Federacji Rosyjskiej. W grudniu 2007 organ ten rozpoczął także pełnienie funkcji Właściwego Organu Ochrony Praw Podmiotów Danych Osobowych.
Dekretem z 12 maja 2008 Prezydent Federacji Rosyjskiej podzielił Federalną Służbę Nadzoru Komunikacji Masowej, Komunikacji i Ochrony Dziedzictwa Kulturowego (Rosswiazochrankultura) na dwa organy: 
- Federalną Służbę Nadzoru Komunikacji Masowej[b] (Rosswiaźkomnadzor), która pozostała pod jurysdykcją zreorganizowanego Ministerstwa Telekomunikacji i Komunikacji Masowej,
- Federalną Służbę Nadzoru Przestrzegania Ustawodawstwa w Dziedzinie Ochrony Dziedzictwa Kulturowego[c] (Rosochrankultura), która została przejęta przez Ministerstwo Kultury.

Dekretem 1715 Prezydenta Federacji Rosyjskiej z 3 grudnia 2008 Rosswiaźkomnadzor został przekształcony w Federalną Służbę Nadzoru Komunikacji, Informatyki i Mediów (Roskomnadzor).
Dekretem 228 rządu Federacji Rosyjskiej z 16 marca 2009 wprowadzono statut Roskomnadzoru.

## Struktura
Roskomnadzor składa się z dziesięciu departamentów, między innymi: departamentu kontroli i nadzoru w sferze komunikacji elektronicznej; departamentu kontroli i nadzoru w dziedzinie łączności; departamentu autoryzacji, kontroli i nadzoru nad komunikacją masową. Organ posiada 64 biura regionalne, działające na terenie wszystkich obwodów Federacji Rosyjskiej.

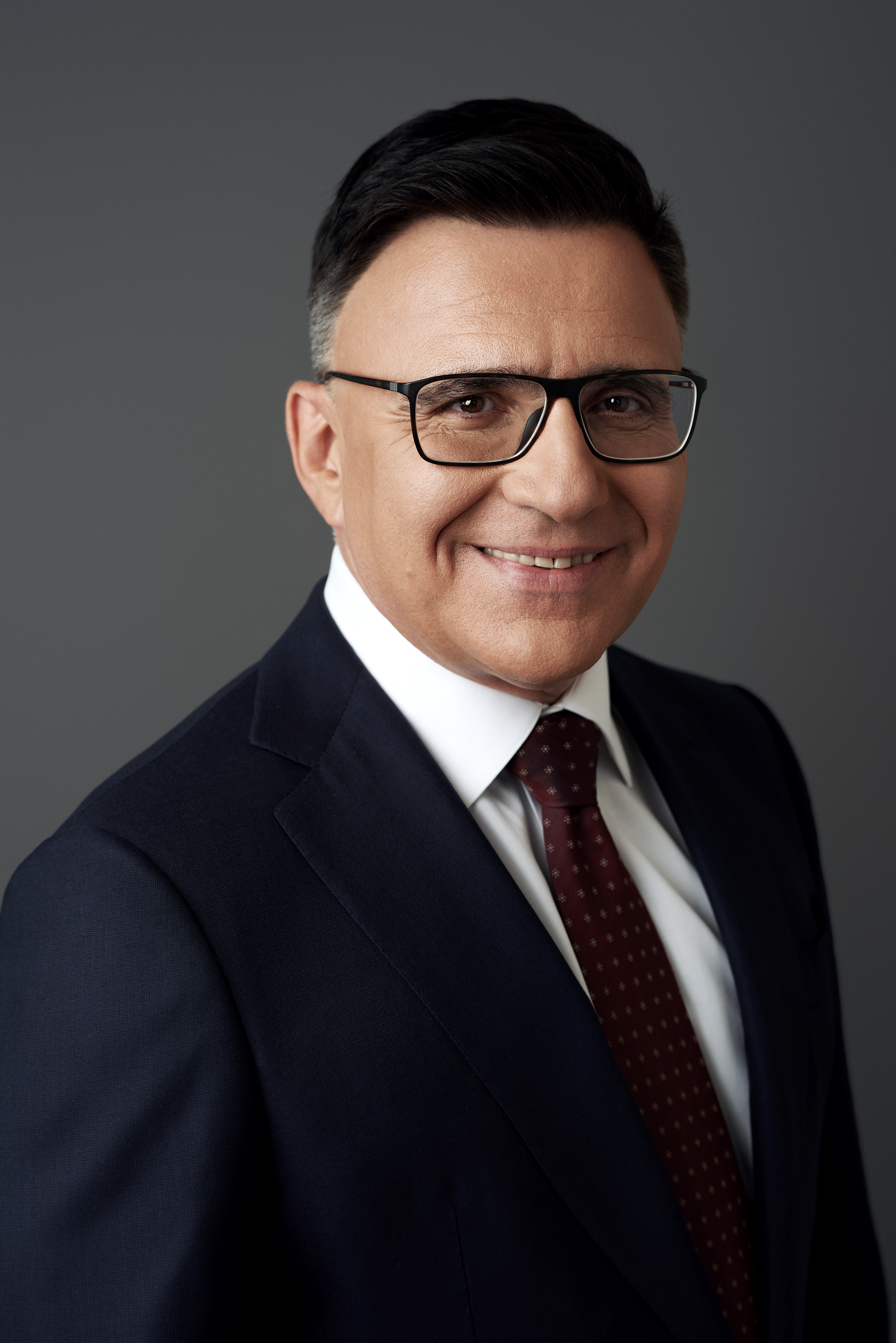
Aleksander Żarow (2020)

## Twórcy i szefowie
3 czerwca 2008 były szef Federalnej Służby Nadzoru Komunikacji Masowej, Komunikacji i Ochrony Dziedzictwa Kulturowego Borys Antonowicz Bojarskow został mianowany szefem Federalnej Służby Nadzoru Komunikacji i Komunikacji Masowej. Po przekształceniu organu w grudniu 2008 jego szefem został Siergiej Konstantinowicz Sitnikow, który od lipca 2007 pełnił funkcję zastępcy Bojarskowa.
Od 2012 do 23 marca 2020 szefem Roskomnadzoru był Aleksander Żarow, z wykształcenia lekarz-anestezjolog z Czelabińska. W 1999 Żarow rozpoczął pracę w sektorze PR. Po przeprowadzce do Moskwy został sekretarzem prasowym rosyjskiego Ministerstwa Zdrowia, a od 2004 pracował w kancelarii Przewodniczącego Rządu Federacji Rosyjskiej Michaiła Fradkowa. Po kilku latach został zastępcą dyrektora generalnego Ogólnorosyjskiej Państwowej Telewizji i Radiofonii. W tym okresie Żarow ukończył studia prawnicze w Rosyjskiej Akademii Gospodarki Narodowej i Administracji Publicznej przy Prezydencie Federacji Rosyjskiej. W 2008 Żarow został wiceministrem telekomunikacji i komunikacji masowej, a cztery lata później został powołany na szefa Roskomnadzoru. 23 marca 2020 został odwołany ze stanowiska (by objąć stanowisko dyrektora generalnego Gazprom-Media).
Okres sprawowania władzy przez Żarowa w Roskomnadzorze pokrywa się z okresem dynamicznych, licznych zmian w prawie Federacji Rosyjskiej ograniczających wolność słowa w sieci. Według „Nowoj gaziety”, w okresie sprawowania władzy w Roskomnadzorze przez Żarowa organ uzyskał upoważnienie do pozasądowego blokowania stron internetowych zawierających informacje zabronione w Rosji, zawierające treści pirackie i dane osobowe. W okresie szefowania Żarowa zakres uprawnień organu wzrósł ponad 2,5-krotnie – z 69 do 178 pozycji. W tym okresie Roskomnadzor zablokował wiele zasobów internetowych, a także „zbudował system zdalnego systematycznego monitorowania w sektorze mediów”, który – według samego Roskomnadzoru – miał objąć 100% mediów. 
Po Żarowie szefem organu został Andriej Juriewicz Lipow. Według wyrażonej w marcu 2020 opinii Ilji Szumanowa, zastępcy dyrektora Centrum Badań i Inicjatyw Antykorupcyjnych w Transparency International Russia, Lipow jest wykonawcą technicznym, a nie ideologiem czy beneficjentem: „Lipow należy do informacyjno-siłowej grupy osób, które są zainteresowane suwerenizacją Internetu i alokacją dodatkowych zasobów w celu zapewnienia bezpieczeństwa IT, a tym samym rozwijania potencjału produktów związanych z rosyjskimi programistami”.

## Cenzurowanie rosyjskich mediów i dążenie do wdrożenia splitinternetu
W ocenie komentatorów wdrażane akty prawne zaostrzają cenzurę, a instytucje (w tym głównie Roskomnadzor), które wykonują wynikające z nowych przepisów zadania, często wykorzystują powierzone im w tym zakresie obowiązki, by wzmacniać swoją pozycję w systemie władzy. W ocenie Human Rights Watch, mimo iż rosyjski ustawodawca uzasadniał sukcesywne zaostrzanie prawa potrzebą ochrony bezpieczeństwa Federacji Rosyjskiej, rosyjskiego segmentu internetu i prywatności rosyjskich użytkowników, to rzeczywistym celem było ułatwianie organom państwa wprowadzanie powszechnej kontroli i masowej cenzury w sieci. W rezultacie powstały nieprzejrzyste procedury blokowania treści, które zagrażają bezpieczeństwu i poufności komunikacji użytkowników w Internecie. Przyjęta w 2017 „Strategia rozwoju społeczeństwa informacyjnego na lata 2017–2030” mówiła o „priorytecie tradycyjnych rosyjskich wartości duchowo-moralnych i przestrzeganiu wynikających z nich reguł zachowania podczas korzystania z technologii informacyjnych i komunikacyjnych”. Wspomniany dokument zawierał postulat likwidacji anonimowości w sieci i podkreślał „suwerenne prawo państwa do określania polityki informacyjnej, technologicznej i ekonomicznej w narodowym segmencie Internetu”.
W samym tylko 2018 roku na mocy oficjalnych decyzji Roskomnadzoru zablokowano ponad 160 tys. stron internetowych. W tym samym roku co najmniej 19 użytkowników sieci VKontakte zostało skazanych na kary więzienia (stanowiło to 76% wszystkich tego rodzaju wyroków w 2018). Skazano także 4 rosyjskich użytkowników YouTube’a i Telegramu, oraz jednego użytkownika Facebooka. Według „Google Transparency Report” opublikowanego w połowie 2018 Google w 79% spełniał żądania rosyjskich władz w zakresie usuwania treści. Dla porównania, w USA Google spełniało 62% podobnych żądań ze strony władz amerykańskich. Problemy z kontrolowaniem treści zamieszczanych w sieci skłoniły władze do wprowadzenia kolejnej zmiany ograniczającej wolność w rosyjskim Internecie. W 2019 powstała ustawa o „suwerennym Internecie”. W 2021 Roskomnadzor wdrożył nowe techniczne możliwości regulacji ruchu w rosyjskojęzycznej części Internetu. W tym celu wymuszono, by operatorzy zainstalowali tzw. pakiety głębokiej inspekcji, służące do monitorowania i regulowania (filtrowania) ruchu w sieci.
Po rozpoczęciu inwazji Rosji na Ukrainę w lutym 2022 nasiliło się dążenie władz Rosji do wdrożenia tzw. splinternetu. Koncepcja wprowadzona ustawą z 2019 „O suwerennym Internecie” zakładała, że w przypadku wystąpienia zagrożeń (np. cyberataku) Rosja może odłączyć Runet i działać w izolacji od globalnej sieci. Zdaniem ekspertów jest to początek całkowitego odłączenia się Rosji od sieci i utworzenia swojej własnej lokalnej wersji internetu, a w konsekwencji cyfrowej izolacji Rosji.

## Telefonia komórkowa
Do obszarów podlegających kontroli Federalnej Służby ds. Nadzoru w Sferze Łączności, Technologii Informacyjnych i Komunikacji Masowej należy także telefonia komórkowa. W połowie 2021 wprowadzono przepisy, które nakładają na podmioty gospodarcze obowiązek przekazywania organom władzy (w tym także organom bezpieczeństwa (FSB)), informacji o końcowych użytkownikach firmowych kart SIM. Roskomnadzor uzyskał prawo do żądania zablokowania przez operatora niezarejestrowanego numeru. W sierpniu 2023 Roskomnadzor poinformował, że będzie nakazywał blokowanie kart SIM użytkownikom, którzy nie przekazali operatorom swoich prawdziwych danych.

## Działalność podczas inwazji na Ukrainę w 2022 roku

### Blokada serwisów
26 lutego Roskomnadzor skierował ostrzeżenia do niezależnych mediów rosyjskich (między innymi: Telewizja Dożd´, Radio Swoboda, Nowaja gazieta, Mediazona), w którym zabronił używania słowa „wojna” w kontekście inwazji na Ukrainę. 1 marca zablokowano Radio Echo Moskwy i Telewizję Dożd z powodu relacjonowania wydarzeń na Ukrainie w sposób niezgodny ze stanowiskiem władz Federacji Rosyjskiej. Tego samego dnia Roskomnadzor spowolnił działanie serwisu Twitter na komputerach stacjonarnych, zaś 4 marca zablokował serwis, wyjaśniając to „podawaniem nieprawdziwych informacji na temat operacji specjalnej na Ukrainie”. 4 marca zablokowany został również Facebook. W komunikacie prasowym Roskomnadzor poinformował, że powodem było dyskryminowanie rządowych mediów FR przez Facebook. 14 marca Roskomnadzor na wniosek prokuratury rosyjskiej zablokował dostęp do serwisu Instagram, 16 marca dostęp do serwisu BBC News, a 25 marca ograniczył dostęp do serwisu Google News. 27 marca Roskomnadzor opublikował komunikat ostrzegający rosyjskie media przed publikacją wywiadu z prezydentem Wołodymyrem Zełenskim i poinformował o rozpoczęciu kontroli w redakcjach, które przedrukowały wywiad z mediów zagranicznych. 
Z analiz niezależnej organizacji pozarządowej Roskomswoboda (ros. Роскомсвобода) wynika, że od 24 lutego do 17 kwietnia Roskomnadzor zablokował dostęp do około 2300 serwisów internetowych. Blokadzie podlegają również same wykazy zablokowanych serwisów, między innymi cenzor.net, który gromadził dane od 2014 roku. Analogiczny rejestr prowadziła Roskomswoboda, która jeszcze przed rozpoczęciem inwazji na Ukrainę w dniu 11 lutego 2022 roku, otrzymała zawiadomienie od Roskomnadzoru, iż prowadzony przez nich wykaz zawiera informacje, których nie wolno rozpowszechniać na terenie Federacji Rosyjskiej, w związku z powyższym został on zamknięty.
26 stycznia 2023 rosyjski regulator uznał (mający siedzibę na Łotwie) niezależny serwis informacyjny Meduza za „organizację niepożądaną”. Tym samym zakazano jej działalności w Rosji i zabroniono Rosjanom współpracy z tym serwisem lub jej dziennikarzami. Prokurator generalny Federacji Rosyjskiej oświadczył, że stanowi on „zagrożenie dla podstaw systemu konstytucyjnego i bezpieczeństwa Federacji Rosyjskiej”. Dziennikarze Meduzy zamieścili komentarz na swoje stronie internetowej. Skomentowali, iż „niepożądane organizacje mają zakaz działania na terytorium Rosji pod groźbą oskarżenia o przestępstwo”, a „każdy, kto uczestniczy lub współpracuje z takimi grupami, może spotkać się z karą za przestępstwo – jest to szczególnie poważne ograniczenie dla dziennikarzy, którzy muszą rozmawiać ze źródłami, aby przekazywać wiadomości”.
Także w styczniu 2023 Roskomnadzor przekazał informację, że zablokował na terenie Rosji dostęp do oficjalnych stron Centralnej Agencji Wywiadowczej (CIA) i Federalnego Biura Śledczego (FBI). Blokada została nałożona w dzień po uznaniu przez Departament Skarbu Stanów Zjednoczonych Grupy Wagnera za „międzynarodową organizację przestępczą”.

### Zmiana przepisów prawnych
5 marca 2022 roku Władimir Putin podpisał ustawę zmieniającą kodeks karny Federacji Rosyjskiej. Nowe przepisy przewidują karę do 15 lat pozbawienia wolności za rozpowszechnianie informacji o siłach zbrojnych Federacji Rosyjskiej, niezgodnych z informacjami przekazywanymi przez rząd FR. 
Po zmianie prawa Nowaja gazieta zawiesiła publikacje na temat sytuacji na Ukrainie z obawy przed restrykcjami, Radio Swoboda przeniosło redakcję do Łotwy, niektóre zachodnie redakcje postanowiły wycofać się z Rosji, między innymi rosyjski serwis BBC i Głos Ameryki. CNN, Bloomberg oraz kilka stacji telewizyjnych z Włoch, Kanady i Niemiec podjęło decyzję o zaprzestaniu nadawania z terenu Rosji i wycofało swoich dziennikarzy. Z danych Amnesty International wynika, że do 14 marca z Rosji uciekło 150 dziennikarzy.

### Żądania wobec Google
18 marca 2022 Roskomnadzor zażądał od Google powstrzymania treści i komentarzy w serwisie YouTube, które stawiają Rosję w złym świetle lub wzywają do agresji wobec Rosji. 
29 marca 2022 zapowiedział, że wystosuje pozew sądowy wobec Google za promowanie niewłaściwych informacji na temat sytuacji na Ukrainie. W oficjalnym oświadczeniu podano, iż należący do Google serwis YouTube „stał się jedną z kluczowych platform prowadzących wojnę informacyjną, wymierzoną w Rosję” i „w rażący sposób promuje fałszywe treści o przebiegu operacji specjalnej na Ukrainie, które wprowadzają w błąd opinię publiczną”. Roskomnadzor zapowiedział, że żąda usunięcia powyższych treści, zaś w przypadku odmowy kara wyniesie 8 mln rubli oraz do 20% rocznego przychodu Google w przypadku ponownego wykroczenia.
14 kwietnia 2022 poinformował o wniesieniu pozwów, uprzednio nałożył na Google zakaz reklamowy.

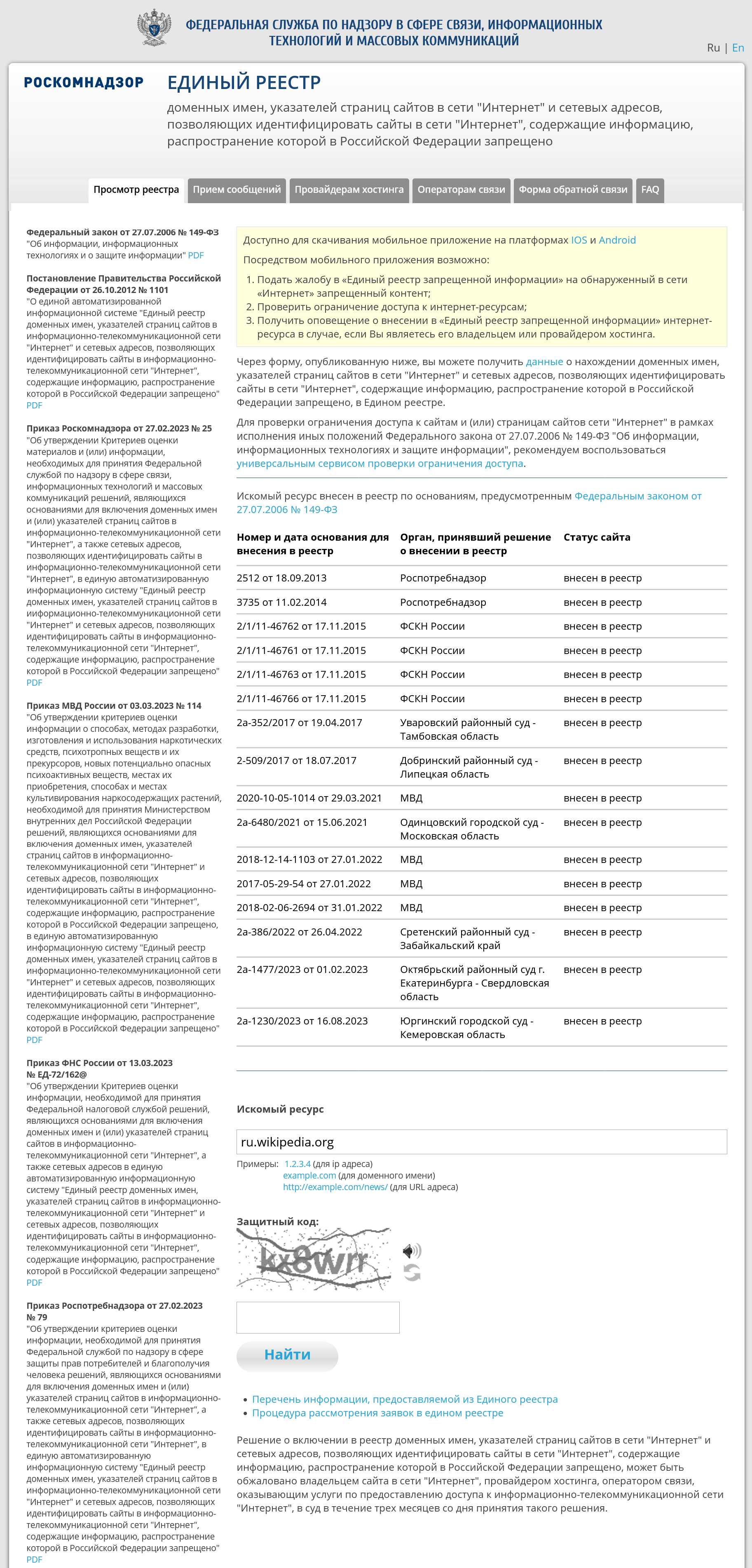
Wpisy domeny rosyjskojęzycznej wersji Wikipedii (ru.wikipedia.org) na „Federalnej liście materiałów ekstremistycznych” na stronie www Roskomnadzoru (stan z września 2023)

### Żądania wobec Wikipedii
Po rozpoczęciu inwazji Rosji na Ukrainę w lutym 2022 Prokuratura Generalna Federacji Rosyjskiej wystosowała żądanie, by rosyjskojęzyczna wersja Wikipedii usunęła część edycji w artykule mówiącym o tej inwazji (Вторжение России на Украину (с 2022)). Na jego podstawie Roskomnadzor wydał komunikat, iż „Wikipedia będzie pociągana do odpowiedzialności administracyjnej za nieusunięcie informacji niezgodnych z prawem”, grożąc nałożeniem grzywny w wysokości 4 mln rubli. Komunikat nie precyzował zarzutów, ale władze rosyjskie zakazywały już samego określania rosyjskiej agresji wojną, narzucając wymóg stosowania eufemistycznego sformułowania specjalna operacja wojskowa. Używanie innego określenia było zagrożoną karą kilkunastu lat więzienia. Wikimedia Foundation odmówiła. Roskonadzor zażądał także Wikipedii usunięcia pięciu innych artykułów, które zostały umieszczone na Federalnej liście materiałów ekstremistycznych: „Bitwa o Kijów (2022)” (Битва за Киев (2022)), „Zbrodnie wojenne podczas rosyjskiej inwazji na Ukrainę” (Военные преступления в период вторжения России на Украину), „Ostrzał szpitala w Mariupolu” (Авиаудар по больнице в Мариуполе), „Zniszczenie teatru w Mariupolu” (Бомбардировка Мариупольского театра), „Masakra w Buczy” (Резня в Буче). 12 kwietnia 2022 Roskomnadzor przesłał dwa kolejne zawiadomienia w stosunku do rosyjskojęzycznej Wikipedii. Regulator zarzucał Wikipedii „Nieścisłe informacje o celach i formie specjalnej operacji wojskowej Sił Zbrojnych Federacji Rosyjskiej w celu ochrony Donieckiej i Ługańskiej Republiki Ludowej” umieszczone w dwóch sekcjach („Stosunki z Ukrainą (2012-obecnie)” i „Po inwazji na Ukrainę (2022)”) artykułu o Władymirze Putnie («Путин, Владимир Владимирович»). 6 czerwca 2023 Fundacja złożyła apelację, w której wskazała, że usuwanie informacji stanowi naruszenie praw człowieka, a czytelnicy mają prawo znać fakty dotyczące wojny. Prawnicy Wikimedia Foundation zarzucili, że Rosja nie ma jurysdykcji nad Fundacją, która ma siedzibę w San Francisco w Kalifornii.
W ciągu pierwszych 4 miesięcy 2023 Wikimedia Foundation była karana przez rosyjskie sądy „za nieusuwanie zabronionych informacji” w artykułach Wikipedii 7 razy, a do czerwca 2023 10 razy. W maju 2023 Fundacja Wikimedia złożyła pozwy przeciw Roskomnadzorowi, rosyjskiej Prokuraturze Generalnej oraz pierwszemu zastępcy prokuratora generalnego Anatolijowi Razinkinow, domagając się unieważnienia „postanowień Roskomnadzoru o naruszeniu procedury rozpowszechniania informacji w Wikipedii”, a także działań podejmowanych przez Prokuraturę Generalną Federacji Rosyjskiej w zakresie ograniczania dostępu do wiadomości. 3 sierpnia 2023 Wikimedia została po raz kolejny ukarana przez rosyjski sąd „za nieusunięcie fałszywych wiadomości” na temat wojny Władimira Putina z Ukrainą. Prawnicy Fundacji wykazywali, że informacje w rosyjskojęzycznej Wikipedii są „dobrze udokumentowane”, „oparte na faktach” i zgodne z polityką redakcyjną Wikimedia. Sąd orzekł karę w wysokości 3 milionów rubli.